# Salt amb esquís als Jocs Olímpics d'hivern de 1956
Als Jocs Olímpics d'Hivern de 1956 celebrats a la ciutat de Cortina d'Ampezzo (Itàlia) es disputà una prova de salt amb esquís en categoria masculina.
La prova es disputà el dia 5 de febrer de 1956 al Trampolina Italia de 72 metres.

## Resum de medalles
| Prova           | Or              | Argent           | Bronze     |
| Salt amb esquís | Antti Hyvärinen | Aulis Kallakorpi | Harry Glaß |

## Medaller
| Posició | País      | Or | Argent | Bronze | Total |
| 1       | Finlàndia | 1  | 1      | 0      | 2     |
| 2       | Alemanya  | 0  | 0      | 1      | 1     |
|         |           |    |        |        |       |
| Total   | Total     | 1  | 1      | 1      | 3     |